# 茅原実里の作品
茅原実里の作品（ちはらみのりのさくひん）は、声優・歌手の茅原実里がこれまで発売した個人名義、キャラクター名義の作品についてまとめた項。

## シングル
|         | 発売日         | タイトル                                 | 規格品番   | 規格品番   | 規格品番   | オリコン 最高位 |
| DVD付盤 | 発売日         | タイトル                                 | 通常盤     | アニメ盤   |            | オリコン 最高位 |
| ------- | -------------- | ---------------------------------------- | ---------- | ---------- | ---------- | --------------- |
| -       | 2005年1月13日  | ずっと...一緒/負けない〜一途バージョン〜 |            | AVCA-22197 |            |                 |
| 1st     | 2007年1月24日  | 純白サンクチュアリィ                     | LACM-4343  | 35位       |            |                 |
| 2nd     | 2007年6月6日   | 君がくれたあの日                         | LACM-4379  | 20位       |            |                 |
| 3rd     | 2008年3月26日  | Melty tale storage                       | LACM-4472  | 13位       |            |                 |
| 4th     | 2008年8月6日   | 雨上がりの花よ咲け                       | LACM-4517  | 17位       |            |                 |
| 5th     | 2008年11月5日  | Paradise Lost                            | LACM-4539  | 15位       |            |                 |
| 6th     | 2009年6月3日   | Tomorrow's chance                        | LASM-4007  | 12位       |            |                 |
| 7th     | 2009年12月23日 | PRECIOUS ONE                             | LASM-4040  | 5位        |            |                 |
| 8th     | 2010年2月24日  | 優しい忘却                               | LASM-4049  | 8位        |            |                 |
| 9th     | 2010年7月21日  | Freedom Dreamer                          | LASM-4057  | 9位        |            |                 |
| 10th    | 2011年2月9日   | Defection                                | LASM-4090  | 15位       |            |                 |
| 11th    | 2011年2月9日   | KEY FOR LIFE                             | LASM-4091  | 16位       |            |                 |
| 12th    | 2011年7月6日   | Planet patrol                            | LASM-4100  | 11位       |            |                 |
| 13th    | 2011年10月19日 | TERMINATED                               | LASM-4113  | 9位        |            |                 |
| 14th    | 2012年3月21日  | Celestial Diva                           | LASM-4132  | 16位       |            |                 |
| 15th    | 2012年7月11日  | ZONE//ALONE                              | LACM-4950  | 6位        |            |                 |
| 16th    | 2012年10月24日 | SELF PRODUCER                            | LACM-14010 | 11位       |            |                 |
| 17th    | 2013年4月24日  | この世界は僕らを待っていた               | LACM-14081 | 14位       |            |                 |
| 18th    | 2013年10月30日 | 境界の彼方                               | LACM-34149 | LACM-14149 | LACM-14150 | 11位            |
| 19th    | 2014年2月26日  | FOOL THE WORLD                           | LACM-34198 | LACM-14198 | LACM-14199 | 17位            |
| 20th    | 2014年7月23日  | 向かい風に打たれながら                   | LACM-34239 | LACM-14239 | LACM-14240 | 18位            |
| 21st    | 2015年4月22日  | 会いたかった空                           | LACM-14338 |            | LACM-14339 | 18位            |
| 22nd    | 2015年6月24日  | ありがとう、だいすき                     | LACM-14356 | LACM-14357 | 15位       |                 |
| 23rd    | 2015年11月18日 | 恋                                       |            | LACM-14399 |            | 34位            |
| 24th    | 2018年1月31日  | みちしるべ                               | LACM-14713 | LACM-14714 | 23位       |                 |
| 25th    | 2018年6月6日   | Remained dream/Hopeful "SOUL"            | LACM-14766 |            | 34位       |                 |
| 26th    | 2019年9月4日   | エイミー                                 | LACM-14925 | 28位       |            |                 |
| 27th    | 2019年12月4日  | Christmas Night                          | LACM-14912 | 48位       |            |                 |

### 配信シングル
|   | 発売日       | タイトル         | 規格品番 | 備考                             |
| - | ------------ | ---------------- | -------- | -------------------------------- |
| 1 | 2019年7月3日 | 美歌爛漫ノ宴ニテ | LZC-1501 | 26thシングル『エイミー』に収録。 |
| 2 | 2025年3月1日 | Message          |          |                                  |
| 3 | 2025年8月2日 | この星は         |          |                                  |

### 限定シングル
|     | 発売日       | タイトル     | 規格品番   | 備考                                                                       |
| --- | ------------ | ------------ | ---------- | -------------------------------------------------------------------------- |
| 1st | 2010年8月7日 | 一等星       | LZM-2030   | 『Minori Chihara Live 2010 "SUMMER CAMP2"』会場限定発売。                  |
| 2nd | 2011年8月5日 | みのりん音頭 | LZM-2042/3 | 『Minori Chihara Live 2011 "SUMMER CAMP3"』会場限定発売（振り付けDVD付）。 |

|     | 発売日       | タイトル            | 規格品番 | 備考 |
| --- | ------------ | ------------------- | -------- | --- |
| 1st | 2012年8月4日 | みのりん☆サーフィン | LZM-2077 | 『アニメロミックス Presents Minori Chihara Live 2012 "SUMMER CAMP 4" supported by JOYSOUND×UGA』 会場先行発売。 |

## アルバム

### オリジナルアルバム
|       | 発売日         | タイトル      | 規格品番                                 | 規格品番     | 規格品番   | オリコン 最高位 |
| CD+BD | 発売日         | タイトル      | CD+DVD                                   | CD           |            | オリコン 最高位 |
| ----- | -------------- | ------------- | ---------------------------------------- | ------------ | ---------- | --------------- |
| -     | 2004年12月22日 | HEROINE       |                                          |              | KICA-1345  |                 |
| 1st   | 2007年10月24日 | Contact       | LACA-5705                                | 11位         |            |                 |
| 2nd   | 2008年11月26日 | Parade        | LACA-35829（限定盤） LACA-5829（通常盤） | 16位         |            |                 |
| 3rd   | 2010年2月17日  | Sing All Love | LASA-35035/6                             | LASA-35037/8 | LASA-5035  | 6位             |
| 4th   | 2012年2月29日  | D-Formation   | LASA-35115/6                             | LASA-35117/8 | LASA-5115  | 3位             |
| 5th   | 2013年12月11日 | NEO FANTASIA  | LACA-35360                               | LACA-35361   | LACA-15361 | 10位            |
| 6th   | 2016年4月6日   | Innocent Age  | LACA-35550                               | LACA-35551   | LACA-15550 | 11位            |
| 7th   | 2018年9月26日  | SPIRAL        | LACA-35747                               |              | LACA-15747 | 22位            |

### ベストアルバム
|     | 発売日        | タイトル                                   | 規格品番        | オリコン 最高位 |
| --- | ------------- | ------------------------------------------ | --------------- | --------------- |
| -   | 2013年3月13日 | Minori Chihara B-side Collection           | LACA-15276      | 29位            |
| 1st | 2014年9月10日 | SANCTUARY 〜Minori Chihara Best Album〜    | LACA-9328〜9330 | 9位             |
| 2nd | 2020年2月5日  | SANCTUARY II 〜Minori Chihara Best Album〜 | LACA-9739〜9740 | 16位            |

### その他のアルバム
|       | 発売日         | タイトル                                         | 規格品番   | 規格品番   | オリコン 最高位 | 備考                                 |
| CD+BD | 発売日         | タイトル                                         | CD         |            | オリコン 最高位 | 備考                                 |
| ----- | -------------- | ------------------------------------------------ | ---------- | ---------- | --- | ------------------------------------ |
| 1     | 2015年3月25日  | Reincarnation                                    |            | LACA-15477 | 23位 | セルフカバー・シンフォニックアルバム |
| 2     | 2018年1月17日  | Minori with Strings Quartet 〜弦楽四重奏の調べ〜 | LZM-2160   |            | セルフカバーアルバム。『Minori Chihara Live 2017 ～弦楽四重奏の調べ～』 『Minori Chihara Live 2017 ～BOUNENKAI～』 会場先行発売。 |                                      |
| 3     | 2021年11月18日 | Re:Contact                                       | LACA-35195 | LACA-15195 | 26位 | ミニアルバム                         |
| 4     | 2025年3月31日  | メリーの不思議な夢 サウンドトラック              |            |            | | 配信限定、劇伴作曲ZAQ                |

### ライブアルバム
|     | 発売日         | タイトル                                                               | 規格品番    | 備考                                                                                                |
| --- | -------------- | ---------------------------------------------------------------------- | ----------- | --------------------------------------------------------------------------------------------------- |
| 1st | 2011年8月26日  | Minori Chihara Live Tour 2011 〜Key for Defection〜 LIVE CD+PHOTO BOOK | LZM-2044〜6 | フォトブック同梱                                                                                    |
| 2nd | 2012年11月22日 | Minori Chihara Live Selection 2012                                     | LZM-2083    | 『アニメロミックス Presents Minori Chihara Birthday Live 2012 supported by JOYSOUND』会場先行発売。 |

## 映像作品

### PV集
|    | 発売日         | タイトル                                             | 規格品番    | 規格品番  | オリコン 最高位 | オリコン 最高位 |
| BD | 発売日         | タイトル                                             | DVD         | BD        | DVD             |                 |
| -- | -------------- | ---------------------------------------------------- | ----------- | --------- | --------------- | --------------- |
| 1  | 2007年12月26日 | Message 01                                           |             | LABM-7022 |                 | 位              |
| 2  | 2009年2月4日   | Message 02                                           | LABM-7031/2 | 位        |                 |                 |
| 3  | 2010年4月7日   | Message 03                                           | LASD-7006/7 | 位        |                 |                 |
| 4  | 2012年4月4日   | Message 04                                           | LASD-7028/9 | 位        |                 |                 |
| 5  | 2014年9月10日  | Crystal Box 〜Minori Chihara Music Clip Collection〜 | LABX-8062/3 |           | 位              |                 |

### ライブ映像
|    | 発売日         | タイトル                                                                                             | 規格品番             | 規格品番     | オリコン 最高位 | オリコン 最高位 |
| BD | 発売日         | タイトル                                                                                             | DVD                  | BD           | DVD             |                 |
| -- | -------------- | --- | -------------------- | ------------ | --------------- | --------------- |
| 1  | 2008年6月15日  | Minori Chihara 1st Live Tour 2008 〜Contact〜                                                        |                      | LABM-7023    |                 | 位              |
| 2  | 2009年6月24日  | Minori Chihara Live Tour 2009 〜Parade〜 LIVE DVD                                                    | LASD-7001/2          | 位           |                 |                 |
| 2  | 2009年8月26日  | Minori Chihara Live Tour 2009 〜Parade〜 LIVE Blu-ray                                                | LASX-8001〜3         |              | 位              |                 |
| 3  | 2010年11月10日 | Minori Chihara Live Tour 2010 〜Sing All Love〜 LIVE Blu-ray/DVD                                     | LACM-8007/8          | LASD-7015/6  | 位              | 位              |
| 4  | 2011年2月23日  | Minori Chihara Live 2010 "SUMMER CAMP 2" Live Blu-ray/DVD                                            | LASX-8011/2          | LASD-7017/8  | 位              | 位              |
| 5  | 2012年7月3日   | Minori Chihara Live 2011 "SUMMER CAMP 3" Live Blu-ray                                                | LZM-2065             |              | 位              |                 |
| 6  | 2012年11月14日 | Minori Chihara Live 2012 ULTRA-Formation LIVE Blu-ray                                                | LABX-8017/8          | 位           |                 |                 |
| 6  | 2013年1月25日  | Minori Chihara Live 2012 ULTRA-Formation LIVE DVD                                                    |                      | LABM-7109/10 |                 | 位              |
| 7  | 2012年11月14日 | Minori Chihara Live 2012 PARTY-Formation LIVE Blu-ray                                                | LABX-8019/20         |              | 位              |                 |
| 7  | 2013年1月25日  | Minori Chihara Live 2012 PARTY-Formation LIVE DVD                                                    |                      | LABM-7111/2  |                 | 位              |
| 8  | 2013年6月26日  | Minori Chihara Birthday Live 2012 LIVE Blu-ray/DVD                                                   | LABX-8032            | LABM-7123    | 位              | 位              |
| 9  | 2013年10月15日 | Minori Chihara Live 2012 "SUMMER CAMP 4" LIVE Blu-ray                                                | LZM-2105/6           |              | 位              |                 |
| 10 | 2014年11月12日 | Minori Chihara Live Tour 2014 〜NEO FANTASIA〜 LIVE Blu-ray/DVD                                      | LABX-8064/5          | LABM-7154/5  | 位              | 位              |
| 11 | 2015年11月18日 | Minori Chihara 10th Anniversary Live 〜SANCTUARY〜 Live BD/DVD                                       | LABX-8108/9          | LABM-7177/8  | 位              | 位              |
| 12 | 2016年2月24日  | Minori Chihara Symphonic Concert 2015 〜Reincarnation〜 Blu-ray                                      | LABX-8128/9          |              | 位              |                 |
| 13 | 2016年12月14日 | Minori Chihara Live Tour 2016 〜Innocent Age〜 LIVE BD                                               | LABX-8167/8          | 位           |                 |                 |
| 14 | 2019年10月23日 | Minori Chihara Live Tour 2019 〜SPIRAL〜 LIVE BD                                                     | LABX-8374/5          | 位           |                 |                 |
| 15 | 2021年6月2日   | 15th Anniversary Minori Chihara Birthday Live 〜Everybody Jump!!〜                                   | LABX-8449            | 位           |                 |                 |
| 16 | 2021年12月22日 | Minori Chihara Live Re:Collection 〜SUMMER CHAMPION 2021 & ORCHESTRA CONCERT 2020 Graceful bouquet〜 | LABX-8518～LABX-8519 | 位           |                 |                 |
| 17 | 2022年5月11日  | Minori Chihara the Last Live 2021 ～Re:Contact～［Blu-ray］                                          | LABX-8551～LABX-8552 | 位           |                 |                 |

#### その他のライブ映像
- らぶドル FIRST LIVE IN YOKOHAMA BLITZ（2007年7月25日）
- 涼宮ハルヒの激奏（2007年7月27日）
- Animelo Summer Live

### ファンクラブ限定DVD
|   | 発売日         | タイトル                            | 規格品番 | 備考                                                                |
| - | -------------- | ----------------------------------- | -------- | ------------------------------------------------------------------- |
| 1 | 2011年11月13日 | ちはらみのりのおもひでづくり!特別編 | MSS-0001 | 「MINORI'S BIRTHDAY VOL.4」にて発売 以降m.s.s終了まで会員通販で販売 |

## 参加作品
| 発売日   | 商品名                                           | 歌 | 楽曲                                                                      | 備考                                                                             |
| 2005年   | 2005年                                           | 2005年 | 2005年                                                                    | 2005年                                                                           |
| -------- | ------------------------------------------------ | --- | ------------------------------------------------------------------------- | -------------------------------------------------------------------------------- |
| 12月14日 | GORO MASTUI Produce Blister Pack V♀ices          | 茅原実里 | 「Shield of Silence」                                                     |                                                                                  |
| 2006年   |                                                  | |                                                                           |                                                                                  |
| 5月10日  | ハレ晴レユカイ                                   | 平野綾、茅原実里、後藤邑子 | 「ハレ晴レユカイ」                                                        | テレビアニメ『涼宮ハルヒの憂鬱』エンディングテーマ                               |
| 5月10日  | ハレ晴レユカイ                                   | 平野綾、茅原実里、後藤邑子 | 「うぇるかむUNKNOWN」                                                     | ラジオ『涼宮ハルヒの憂鬱 SOS団ラジオ支部』エンディングテーマ                     |
| 11月22日 | 最強パレパレード                                 | 平野綾、茅原実里、後藤邑子 | 「最強パレパレード」                                                      | ラジオ『涼宮ハルヒの憂鬱 SOS団ラジオ支部』第2期オープニングテーマ                |
| 11月22日 | 最強パレパレード                                 | 平野綾、茅原実里、後藤邑子 | 「運命的事件の幸福」                                                      | ラジオ『涼宮ハルヒの憂鬱 SOS団ラジオ支部』第2期エンディングテーマ                |
| 2007年   |                                                  | |                                                                           |                                                                                  |
| 6月20日  | Generation-A                                     | 茅原実里、等 | 「Generation-A」                                                          | ライブイベント『Animelo Summer Live 2007 -Generation-A- 』テーマソング           |
| 7月25日  | 水夏A.S+ Eternal Name Vocal album since Fragment | 茅原実里 | 「Fragment〜Shooting star of the origin〜」                               | ゲーム『水夏A.S+〜SUIKA〜 Eternal Name』オープニング主題歌                       |
| 2008年   |                                                  | |                                                                           |                                                                                  |
| 1月23日  | 世界が夢見るユメノナカ/最終未来を見せて!         | 平野綾、茅原実里、後藤邑子 | 「世界が夢見るユメノナカ（3人Ver.）」                                     | ゲーム『涼宮ハルヒの約束』グッドエンディングテーマ                               |
| 1月23日  | 世界が夢見るユメノナカ/最終未来を見せて!         | 平野綾、茅原実里、後藤邑子 | 「最終未来を見せて！（3人Ver.）」                                         | ゲーム『涼宮ハルヒの約束』バッドエンディングテーマ                               |
| 1月23日  | 世界が夢見るユメノナカ/最終未来を見せて!         | 茅原実里 | 「世界が夢見るユメノナカ（長門Ver.）」 「最終未来を見せて！（長門Ver.）」 | ゲーム『涼宮ハルヒの約束』関連曲                                                 |
| 6月25日  | Tribute to Masami Okui 〜Buddy〜                 | 茅原実里 | 「輪舞-revolution」                                                       |                                                                                  |
| 7月23日  | Yells 〜It's a beautiful life〜                  | 茅原実里、等 | 「Yells 〜It's a beautiful life〜」                                       | ライブイベント『Animelo Summer Live 2008 -Challenge-』主題歌                     |
| 2009年   |                                                  | |                                                                           |                                                                                  |
| 1月21日  | 涼宮ハルヒの激動 ボーカルミニアルバム            | 平野綾、茅原実里、後藤邑子 | 「BE BE BEAT!!」                                                          | ゲーム『涼宮ハルヒの激動』エンディングテーマ                                     |
| 1月21日  | 涼宮ハルヒの激動 ボーカルミニアルバム            | 茅原実里 | 「Greed's accident」                                                      | ゲーム『涼宮ハルヒの激動』関連曲                                                 |
| 3月25日  | 涼宮ハルヒの直列・並列 ボーカルミニアルバム      | 平野綾、茅原実里、後藤邑子 | 「だって地球が回るから」                                                  | ゲーム『涼宮ハルヒの直列』オープニングテーマ                                     |
| 3月25日  | 涼宮ハルヒの直列・並列 ボーカルミニアルバム      | 平野綾、茅原実里、後藤邑子 | 「Wonder trip」                                                           | ゲーム『涼宮ハルヒの直列』エンディングテーマ                                     |
| 3月25日  | 涼宮ハルヒの直列・並列 ボーカルミニアルバム      | 平野綾、茅原実里、後藤邑子 | 「ソノママJET JUMPER」 「アイム・フリーダム」                             | ゲーム『涼宮ハルヒの並列』エンディングテーマ                                     |
| 6月24日  | RE:BRIDGE〜Return to oneself〜                   | 茅原実里、等 | 「RE:BRIDGE〜Return to oneself〜」                                        | ライブイベント『Animelo Summer Live 2009 -RE:BRIDGE-』主題歌                     |
| 8月26日  | 止マレ!                                          | 平野綾、茅原実里、後藤邑子 | 「止マレ!」                                                               | テレビアニメ『涼宮ハルヒの憂鬱』新エンディングテーマ                             |
| 8月26日  | 止マレ!                                          | 平野綾、茅原実里、後藤邑子 | 「潜在的太陽の証明」                                                      | テレビアニメ『涼宮ハルヒの憂鬱』関連曲                                           |
| 2010年   |                                                  | |                                                                           |                                                                                  |
| 6月23日  | evolution 〜for beloved one〜                    | 茅原実里、等 | 「evolution 〜for beloved one〜」                                         | ライブイベント『Animelo Summer Live 2010 -evolution-』主題歌                     |
| 2012年   |                                                  | |                                                                           |                                                                                  |
| 7月18日  | INFINITY 〜1000年の夢〜                          | 茅原実里、等 | 「INFINITY 〜1000年の夢〜」                                               | ライブイベント『Animelo Summer Live 2012 -INFINITY-』主題歌                      |
| 2013年   |                                                  | |                                                                           |                                                                                  |
| 5月1日   | 宇宙戦艦ヤマト                                   | Project Yamato 2199 | 「宇宙戦艦ヤマト」                                                        | テレビアニメ『宇宙戦艦ヤマト2199』オープニングテーマ                             |
| 5月1日   | 宇宙戦艦ヤマト                                   | 藍井エイル、麻生夏子、石川智晶、石田燿子、CooRie、栗林みな実、黒崎真音、佐咲紗花、佐藤ひろ美、ZAQ、奥井雅美（JAM Project）、茅原実里、ChouCho、中川翔子、橋本みゆき、飛蘭、堀江美都子、美郷あき、水樹奈々、結城アイラ、妖精帝國（ゆい）、yozuca*、米倉千尋 | 「宇宙戦艦ヤマト（Project Yamato 2199's Female Ver.）」                   |                                                                                  |
| 2016年   |                                                  | |                                                                           |                                                                                  |
| 12月18日 | SIXTH SENSE ADVENTURE                            | 平野綾、茅原実里、後藤邑子 | 「SIXTH SENSE ADVENTURE」                                                 | パチスロ『パチスロ 涼宮ハルヒの憂鬱』主題歌                                      |
| 2017年   |                                                  | |                                                                           |                                                                                  |
| 5月17日  | Playing The World                                | オーイシマサヨシ（OxT）、KISHOW（GRANRODEO）、鈴木このみ、茅原実里、TRUE、DRAMATIC STARS、中島愛、南條愛乃（fripSide）、羽多野渉、春奈るな、Pyxis、早見沙織、Machico、Minami、三森すずこ、ミルキィホームズ、ZAQ                                            | 「Playing The World」                                                     | ライブイベント『Animelo Summer Live 2017 -THE CARD-』主題歌                      |
| 10月25日 | 翼を持つ者 〜Not an angel Just a dreamer〜       | i☆Ris、井上あずみ、Wake Up, Girls!、内田真礼、串田アキラ、GRANRODEO、ささきいさお、下野紘、JAM Project、鈴木このみ、鈴村健一、竹達彩奈、茅原実里、TRUE、豊永利行、中川翔子、羽多野渉、堀江美都子、水木一郎、Minami、三森すずこ、May'n、米倉千尋            | 「翼を持つ者 〜Not an angel Just a dreamer〜」                            | 日本動画協会「アニメNEXT_100」プロジェクト公式ソング                             |
| 2018年   |                                                  | |                                                                           |                                                                                  |
| 1月31日  | Sincerely（アーティスト盤）                      | TRUE、茅原実里 | 「ふたりごと」                                                            | テレビアニメ『ヴァイオレット・エヴァーガーデン』関連曲                           |
| 3月28日  | Song letters                                     | 茅原実里 | 「女神の祈り −Requiem−」                                                  | テレビアニメ『ヴァイオレット・エヴァーガーデン』関連曲                           |
| 3月28日  | Song letters                                     | TRUE、茅原実里 | 「Lost child」                                                            | テレビアニメ『ヴァイオレット・エヴァーガーデン』関連曲                           |
| 2023年   |                                                  | |                                                                           |                                                                                  |
| 11月22日 | CrosSing Collection vol.3                        | 茅原実里 | 「Lost my music」                                                         | 『CrosSing - Music＆Voice-』関連曲                                               |
| 2024年   |                                                  | |                                                                           |                                                                                  |
| 12月25日 | Sizuk1stアルバム『es』                           | 茅原実里 | 「Blue Dilemma」                                                          | ゲストボーカルとして参加。 CD限定ボーナストラックとして 収録（配信版には未収録） |

## キャラクターソング
| 発売日   | 商品名                                                                        | 歌 | 楽曲 | 備考                                                                         |
| 2004年   | 2004年                                                                        | 2004年 | 2004年                                                                                                   | 2004年                                                                       |
| -------- | ----------------------------------------------------------------------------- | --- | --- | ---------------------------------------------------------------------------- |
| 9月29日  | 天上天下 GREAT DISC.1                                                         | 棗亜夜（茅原実里） | 「負けない」                                                                                             | テレビアニメ『天上天下』関連曲                                               |
| 2006年   |                                                                               | | |                                                                              |
| 2月22日  | LEMON ANGEL PROJECT キャラクターソングシングル3                               | エリカ・キャンベル（茅原実里） | 「Smile means love」                                                                                     | テレビアニメ『LEMON ANGEL PROJECT』関連曲                                    |
| 3月29日  | NEVER GIVE UP/EVOLUTION                                                       | レモンエンジェル | 「NEVER GIVE UP」 「EVOLUTION」                                                                          | テレビアニメ『LEMON ANGEL PROJECT』挿入歌                                    |
| 7月5日   | 涼宮ハルヒの憂鬱 キャラクターソング Vol.2 長門有希                            | 長門有希（茅原実里） | 「雪、無音、窓辺にて。」 「SELECT?」 「ハレ晴レユカイ」                                                  | テレビアニメ『涼宮ハルヒの憂鬱』関連曲                                       |
| 11月1日  | 恋、はじめました!/LoveLoveLoveのせいなのよ!                                   | らぶドル | 「LoveLoveLoveのせいなのよ！」                                                                           | テレビアニメ『らぶドル Lovely Idol』エンディングテーマ                       |
| 12月6日  | Candy（bitter & sweet）                                                       | 北条比奈（茅原実里） | 「Candy（bitter & sweet）」 「LoveLoveLoveのせいなのよ！」                                               | テレビアニメ『らぶドル Lovely Idol』関連曲                                   |
| 12月27日 | らぶドル LOVELY IDOL SPECIAL CD 1                                             | らぶドル | 「GO↑GO↑☆PARTY」                                                                                         | テレビアニメ『らぶドル Lovely Idol』挿入歌                                   |
| 12月28日 | HAPPY CLOVER                                                                  | らぶドル | 「HAPPY CLOVER」                                                                                         | テレビアニメ『らぶドル Lovely Idol』挿入歌                                   |
| 2007年   |                                                                               | | |                                                                              |
| 1月31日  | らぶドル LOVELY IDOL SPECIAL CD 3                                             | らぶドル | 「LoveLoveLoveのせいなのよ!（アニメライブ版）」                                                          | テレビアニメ『らぶドル Lovely Idol』挿入歌                                   |
| 2月28日  | らぶドル LOVELY IDOL SPECIAL CD 4                                             | らぶドル | 「GO↑GO↑☆PARTY（アニメライブ版）」 「HAPPY CLOVER（アニメライブ版）」                                    | テレビアニメ『らぶドル Lovely Idol』挿入歌                                   |
| 3月14日  | らぶドル VARIETY CD 5「らぶり〜できゅーとなのですよ」比奈編                   | 北条比奈（茅原実里） | 「ふれっしゅハァトを召しあがれ（比奈ソロバージョン）」                                                   | テレビアニメ『らぶドル Lovely Idol』関連曲                                   |
| 3月21日  | がくえんゆーとぴあ まなびストレート! 聖桜学園学園祭                           | 軽音部の生徒（茅原実里） | 「桜舞うこの約束の地で」                                                                                 | テレビアニメ『がくえんゆーとぴあ まなびストレート!』挿入歌                   |
| 3月21日  | Venus Versus Virus:Character Vocal Album                                      | 鷹花スミレ（茅原実里） | 「Only Lonely Rain」                                                                                     | テレビアニメ『Venus Versus Virus』関連曲                                     |
| 3月21日  | Venus Versus Virus:Character Vocal Album                                      | 名橋ルチア（高垣彩陽）、鷹花スミレ（茅原実里） | 「闇の鍵 光の扉」                                                                                        | テレビアニメ『Venus Versus Virus』関連曲                                     |
| 3月28日  | らぶドル LOVELY IDOL SPECIAL CD 7                                             | 猫谷海羽（後藤邑子）、北条比奈（茅原実里）、藤沢瑠璃（酒井香奈子） | 「ふれっしゅハァトを召しあがれ」                                                                         | テレビアニメ『らぶドル Lovely Idol』関連曲                                   |
| 5月30日  | 一騎当千 Dragon Destiny キャラクターソング 守護神バージョン                   | 張飛益徳（茅原実里） | 「覚悟決めや！」                                                                                         | テレビアニメ『一騎当千 Dragon Destiny』関連曲                                |
| 9月26日  | らき☆すた キャラクターソング Vol.006 岩崎みなみ                               | 岩崎みなみ（茅原実里） | 「黙っと休み時間」 「透明リボン」                                                                        | テレビアニメ『らき☆すた』関連曲                                              |
| 10月24日 | 経験値上昇中☆                                                                 | 南春香（佐藤利奈）、南夏奈（井上麻里奈）、南千秋（茅原実里） | 「経験値上昇中☆」 「夢航海路」                                                                           | テレビアニメ『みなみけ』オープニング主題歌                                   |
| 10月24日 | らき☆すた キャラクターソング Vol.010 胸ぺったんガールズ                       | 胸ぺったんガールズ | 「みんなで5じぴったん」 「ロリィタ帝国ビショージョ大帝」                                                 | テレビアニメ『らき☆すた』関連曲                                              |
| 11月21日 | カラフルDAYS                                                                  | 南春香（佐藤利奈）、南夏奈（井上麻里奈）、南千秋（茅原実里） | 「カラフルDAYS」 「微笑みサンセット」                                                                    | テレビアニメ『みなみけ』エンディング主題歌                                   |
| 12月24日 | 召喚少女〜ElementalGirl Calling〜 キャラクターソングミニアルバム              | 卯月（茅原実里） | 「波動」                                                                                                 | ゲーム『召喚少女 〜ElementalGirl Calling〜』関連曲                           |
| 2008年   |                                                                               | | |                                                                              |
| 1月23日  | DRAGONAUT -THE RESONANCE- DRAMA & CHARACTERS SONGS vol.1                      | トア（茅原実里） | 「Eternal Shine」                                                                                        | テレビアニメ『ドラゴノーツ -ザ・レゾナンス-』関連曲                          |
| 1月23日  | 桜笑み君想う                                                                  | 白河ななか（茅原実里） | 「桜笑み君想う」 「Glorious Days」                                                                       | テレビアニメ『D.C.II 〜ダ・カーポII〜』挿入歌                                |
| 1月23日  | ココロノツバサ                                                                | 南春香（佐藤利奈）、南夏奈（井上麻里奈）、南千秋（茅原実里） | 「ココロノツバサ」 「HAPPY☆MYらいふ」                                                                    | テレビアニメ『みなみけ〜おかわり〜』オープニング主題歌                       |
| 2月6日   | その声が聴きたくて                                                            | 南春香（佐藤利奈）、南夏奈（井上麻里奈）、南千秋（茅原実里） | 「その声が聴きたくて」 「ココロ晴れマーク」                                                              | テレビアニメ『みなみけ〜おかわり〜』エンディング主題歌                       |
| 2月27日  | D.C.II 〜ダ・カーポII〜 キャラクターソングVol.3 白河ななか                    | 白河ななか（茅原実里） | 「CRESCENDO」 「放課後、音楽室で」                                                                       | テレビアニメ『D.C.II 〜ダ・カーポII〜』関連曲                                |
| 4月23日  | みなみけ びより                                                               | 南千秋（茅原実里） | 「過度の期待にご用心。」 「過度の期待にご用心。〜もしもチアキが歌ったらVer.〜」                          | テレビアニメ『みなみけシリーズ』関連曲                                       |
| 5月21日  | DRAGONAUT -THE RESONANCE- DRAMA & CHARACTERS SONGS vol.5                      | トア（茅原実里） | 「あなただけを」                                                                                         | テレビアニメ『ドラゴノーツ -ザ・レゾナンス-』関連曲                          |
| 12月17日 | みなみけ おかえり キャラクターイメージアルバム「春夏秋登場!!」                | 南千秋（茅原実里） | 「月夜に愛秋」                                                                                           | テレビアニメ『みなみけ おかえり』関連曲                                      |
| 12月17日 | みなみけ おかえり キャラクターイメージアルバム「春夏秋登場!!」                | 南春香（佐藤利奈）、南夏奈（井上麻里奈）、南千秋（茅原実里） | 「メリクリソング☆」                                                                                      | テレビアニメ『みなみけ おかえり』関連曲                                      |
| 2009年   |                                                                               | | |                                                                              |
| 1月21日  | 経験値速上々↑↑                                                                | 南春香（佐藤利奈）、南夏奈（井上麻里奈）、南千秋（茅原実里） | 「経験値速上々↑↑」 「トリプルLOVE 〜うちへおいでませ〜」                                                 | テレビアニメ『みなみけ おかえり』オープニングテーマ                          |
| 1月21日  | 絶対カラフル宣言                                                              | 南春香（佐藤利奈）、南夏奈（井上麻里奈）、南千秋（茅原実里） | 「絶対カラフル宣言」 「ワンモア！」                                                                      | テレビアニメ『みなみけ おかえり』エンディングテーマ                          |
| 2月4日   | 喰霊-零- キャラクターソングVol.1 土宮神楽 & 諌山黄泉                          | 土宮神楽（茅原実里）、諌山黄泉（水原薫） | 「ふたりしかいなかった」 「sentimental cool」                                                            | テレビアニメ『喰霊-零-』関連曲                                               |
| 4月22日  | いままでのあらすじ                                                            | えすおーえす団 | 「いままでのあらすじ」                                                                                   | Webアニメ『涼宮ハルヒちゃんの憂鬱』オープニングテーマ                        |
| 4月22日  | いままでのあらすじ                                                            | えすおーえす団 | 「あとがきのようなもの」                                                                                 | Webアニメ『涼宮ハルヒちゃんの憂鬱』エンディングテーマ                        |
| 5月27日  | ググれ!（に一致する日本語のページ）                                           | ちゅるやさん（松岡由貴）［ゲスト：朝比奈みくる（後藤邑子）、長門有希（茅原実里）］ | 「ながとっちのゆううつ」                                                                                 | Webアニメ『にょろーん ちゅるやさん』関連曲                                   |
| 7月23日  | みなみけ きゃらくたーそんぐべすとあるばむ                                     | チアキ（茅原実里）、内田（喜多村英梨）、吉野（豊崎愛生） | 「おおきなユメ」                                                                                         | テレビアニメ『みなみけ』シリーズ関連曲                                       |
| 7月23日  | みなみけ きゃらくたーそんぐべすとあるばむ                                     | タケル（浅沼晋太郎）、ハルカ（佐藤利奈）、カナ（井上麻里奈）、チアキ（茅原実里） | 「down & UP! and DOWN↓」                                                                                 | テレビアニメ『みなみけ』シリーズ関連曲                                       |
| 7月23日  | みなみけ きゃらくたーそんぐべすとあるばむ                                     | 保坂（小野大輔）、チアキ（茅原実里） | 「カレーのうた」                                                                                         | テレビアニメ『みなみけ』シリーズ関連曲                                       |
| 7月23日  | みなみけ きゃらくたーそんぐべすとあるばむ                                     | チアキ（茅原実里） | 「過度の期待にご用心。（もしもチアキが歌ったらVer.）」                                                   | テレビアニメ『みなみけ』シリーズ関連曲                                       |
| 7月23日  | みなみけ きゃらくたーそんぐべすとあるばむ                                     | ハルカ（佐藤利奈）、カナ（井上麻里奈）、チアキ（茅原実里） | 「春夏秋冬フェスティバル♪」                                                                              | OAD『みなみけ べつばら』オープニング主題歌                                   |
| 7月23日  | みなみけ きゃらくたーそんぐべすとあるばむ                                     | ハルカ（佐藤利奈）、カナ（井上麻里奈）、チアキ（茅原実里） | 「ありがとサンキュ」                                                                                     | OAD『みなみけ べつばら』エンディング主題歌                                   |
| 7月29日  | 咲-Saki- THE 夢のヒットスクエア キャラソン対局編                              | 龍門渕透華（茅原実里） | 「逃しません…ですわ！」                                                                                  | テレビアニメ『咲-Saki-』関連曲                                               |
| 8月26日  | Aggressive zone                                                               | ニードレス★ガールズ+ | 「あまくてまるいあした」                                                                                 | テレビアニメ『NEEDLESS』前期エンディングテーマ                               |
| 9月9日   | CHARACTERS LOVE MISSION                                                       | 梔（茅原実里） | 「夏・ロマンス通りにて」                                                                                 | テレビアニメ『NEEDLESS』関連曲                                               |
| 9月30日  | 涼宮ハルヒの憂鬱 新キャラクターソング Vol.2 長門有希                          | 長門有希（茅原実里） | 「under "Mebius"」 「通過地点のMUSICA」                                                                  | テレビアニメ『涼宮ハルヒの憂鬱』関連曲                                       |
| 11月11日 | WANTED! for the love                                                          | ニードレス★ガールズ+ | 「WANTED! for the love」                                                                                 | テレビアニメ『NEEDLESS』エンディング主題歌                                   |
| 11月20日 | 武装神姫 BATTLE RONDO Original Soundtrack                                     | ストラーフ（茅原実里）、アーンヴァル（阿澄佳奈） | 「I WILL FOLLOW YOU」                                                                                    | オンラインゲーム『武装神姫』オープニング主題歌                               |
| 2010年   |                                                                               | | |                                                                              |
| 2月10日  | Passionate squall                                                             | 織部まふゆ（藤村歩）、山辺燈（豊崎愛生）、テレサ・ベリア（茅原実里）、カーチャ（平野綾）、桂木華（日笠陽子） | 「Passionate squall」                                                                                    | テレビアニメ『聖痕のクェイサー』エンディング主題歌                           |
| 2月10日  | Passionate squall                                                             | テレサ・ベリア（茅原実里） | 「未明の祈り」                                                                                           | テレビアニメ『聖痕のクェイサー』第5話エンディング主題歌                      |
| 2月10日  | Choose Bright!!                                                               | 葉山奈由（茅原実里）、神宮寺弥子（寿美菜子）、白石遙（矢作紗友里）、天原清乃（日笠陽子） | 「Choose Bright!!」 「Dear lovely days」                                                                 | テレビアニメ『ちゅーぶら!!』オープニング主題歌                               |
| 2月10日  | Shy Girls                                                                     | 葉山奈由（茅原実里）、神宮寺弥子（寿美菜子）、白石遙（矢作紗友里）、天原清乃（日笠陽子） | 「Shy Girls」 「We Know」                                                                                | テレビアニメ『ちゅーぶら!!』エンディング主題歌                               |
| 2月24日  | 恋のクェイサーマジック 〜魅惑のヴィーナスコレクション〜                       | テレサ・ベリア（茅原実里） | 「祝福のアリア」                                                                                         | テレビアニメ『聖痕のクェイサー』関連曲                                       |
| 2月24日  | Magical Halloween2 ORIGINAL SOUNDTRACK                                        | アリス（堀江由衣）、ローズ（富沢美智恵）、ノワール（茅原実里）、フロスト（釘宮理恵） | 「まじかる☆カーニバル」                                                                                  | パチスロ『マジカルハロウィン2』挿入歌                                        |
| 3月10日  | ちゅーぶら!! キャラクターソングマキシ 葉山奈由                                | 葉山奈由（茅原実里） | 「We can do it!」 「Shy Girls -葉山奈由ver.-」                                                           | テレビアニメ『ちゅーぶら!!』関連曲                                           |
| 5月12日  | Wishes Hypocrites                                                             | 織部まふゆ（藤村歩）、山辺燈（豊崎愛生）、テレサ・ベリア（茅原実里）、カーチャ（平野綾）、桂木華（日笠陽子） | 「Wishes Hypocrites」                                                                                    | テレビアニメ『聖痕のクェイサー』エンディング主題歌                           |
| 5月26日  | マリッジロワイヤル キャラクターソングアルバム                                 | 名護うるま（茅原実里） | 「流れ星キラリ」                                                                                         | ゲーム『マリッジロワイヤル プリズムストーリー』関連曲                        |
| 9月22日  | あそびにいくヨ! オリジナルサウンドトラック                                    | ラウリィ（茅原実里） | 「おいらは淋しいスペースマン」                                                                           | テレビアニメ『あそびにいくヨ!』エンディングテーマ                            |
| 10月26日 | BE TOGETHER                                                                   | 中川美風（茅原実里） | 「BE TOGETHER」                                                                                          | テレビアニメ『世紀末オカルト学院』挿入歌                                     |
| 11月24日 | みつどもえ キャラクターソング Vol.6 佐藤が好きでしょうがない隊                | 緒方愛梨（茅原実里）、伊藤詩織（井口裕香）、加藤真由美（内田彩） | 「もぅ絶対I♡YOU」 「佐藤くんが好きでしょうがない隊」                                                     | テレビアニメ『みつどもえ』関連曲                                             |
| 11月25日 | 武装神姫 Character Song & Special Radio Rondo                                 | ストラーフMk.2（茅原実里） | 「Destination」                                                                                          | ゲーム『武装神姫 BATTLE MASTERS』関連曲                                      |
| 2011年   |                                                                               | | |                                                                              |
| 3月24日  | オトメディウス ORIGINAL SOUNDTRACK                                            | 空羽亜乃亜（佐藤利奈）、アーンヴァル（阿澄佳奈）、ストラーフ（茅原実里）、月士華風魔（佐藤聡美）、ココロ・ベルモンド（原田ひとみ） | 「fly」                                                                                                  | ゲーム『オトメディウスX』オープニング主題歌                                  |
| 4月6日   | らくらく全手動空間/遊びの学びの静けさの                                       | 涼宮ハルヒちゃん（平野綾）、長門有希（茅原実里）、朝比奈みくる（後藤邑子） | 「らくらく全手動空間」                                                                                   | ゲーム『涼宮ハルヒちゃんの麻雀』オープニングテーマ                           |
| 4月6日   | らくらく全手動空間/遊びの学びの静けさの                                       | 長門有希（茅原実里） | 「遊びの学びの静けさの」                                                                                 | ゲーム『涼宮ハルヒちゃんの麻雀』エンディングテーマ                           |
| 7月27日  | Rio Super Best!                                                               | ダーナ（茅原実里） | 「FORTUNE MAGICIAN」                                                                                     | テレビアニメ『Rio RainbowGate!』関連曲                                       |
| 10月31日 | Magical Halloween みらくる★カルテット                                         | ノワール（茅原実里） | 「MAGIC LIVE」                                                                                           | パチスロ『マジカルハロウィン』関連曲                                         |
| 2012年   |                                                                               | | |                                                                              |
| 1月25日  | 境界線上のホライゾン ORIGINAL SOUND TRACK                                     | ホライゾン・アリアダスト／P-01s（茅原実里） | 「通し道歌」 「感情の至る道」 「通し道歌（ボーカルバージョン）」                                         | テレビアニメ『境界線上のホライゾン』挿入歌                                   |
| 1月25日  | C³ -シーキューブ- Character Song Album                                        | 村正このは（茅原実里） | 「明日へ」                                                                                               | テレビアニメ『C³ -シーキューブ-』関連曲                                      |
| 10月10日 | 境界線上のホライゾン ORIGINAL SOUND TRACK Vol.2                               | ホライゾン・アリアダスト（茅原実里） | 「通し道歌・小声バージョン」                                                                             | テレビアニメ『境界線上のホライゾン』関連曲                                   |
| 10月17日 | Install x Dream                                                               | アン（阿澄佳奈）、ヒナ（茅原実里）、アイネス（水橋かおり）、レーネ（中島愛） | 「Install x Dream」 「Let's get SPARK!!」                                                                | テレビアニメ『武装神姫』オープニング主題歌                                   |
| 10月31日 | Lifeる is LOVEる!!                                                            | リリアナシスターズ | 「Lifeる is LOVEる!!」                                                                                   | テレビアニメ『お兄ちゃんだけど愛さえあれば関係ないよねっ』エンディング主題歌 |
| 11月21日 | 武装神姫 Character Song Series［装］「いきさき」                              | ヒナ（茅原実里） | 「いきさき」 「Install x Dream -HINA ver.-」                                                             | テレビアニメ『武装神姫』関連曲                                               |
| 12月14日 | いますぐお兄ちゃんに妹だっていいたい! ソフマップ店舗特典CD                    | 三谷歩夢（茅原実里） | 「サクラ前線」                                                                                           | ゲーム『いますぐお兄ちゃんに妹だっていいたい!』関連曲                        |
| 12月21日 | いますぐお兄ちゃんに妹だっていいたい! Original Soundtrack 1                   | 三谷歩夢（茅原実里）、奈々瀬奉莉（伊藤かな恵） | 「HeartBeat2!」                                                                                          | ゲーム『いますぐお兄ちゃんに妹だっていいたい!』関連曲                        |
| 12月26日 | Scenes from BUSOUSHINKI                                                       | アン（阿澄佳奈）、ヒナ（茅原実里）、アイネス（水橋かおり）、レーネ（中島愛） | 「Install × Dream」                                                                                      | テレビアニメ『武装神姫』オープニング主題歌                                   |
| 12月26日 | Scenes from BUSOUSHINKI                                                       | ヒナ（茅原実里） | 「B.T.S」                                                                                                | テレビアニメ『武装神姫』関連曲                                               |
| 2013年   |                                                                               | | |                                                                              |
| 1月23日  | シアワセ☆ハイテンション↑↑                                                     | 南春香（佐藤利奈）、南夏奈（井上麻里奈）、南千秋（茅原実里） | 「シアワセ☆ハイテンション↑↑」 「トリプル*アテンション」                                                  | テレビアニメ『みなみけ ただいま』オープニング主題歌                          |
| 1月23日  | 急接近ラッキーDAYS                                                            | 南春香（佐藤利奈）、南夏奈（井上麻里奈）、南千秋（茅原実里） | 「急接近ラッキーDAYS」                                                                                   | テレビアニメ『みなみけ ただいま』エンディング主題歌                          |
| 3月20日  | Theme of HORIZON                                                              | P-01s（茅原実里） | 「通し道歌・ボーカルバージョン」                                                                         | テレビアニメ『境界線上のホライゾン』挿入歌                                   |
| 3月27日  | いますぐお兄ちゃんに妹だっていいたい! ボーカルアルバム                        | 三谷歩夢（茅原実里） | 「恋物語」                                                                                               | ゲーム『いますぐお兄ちゃんに妹だっていいたい!』三谷歩夢エンディングテーマ    |
| 4月24日  | みなみけのみなうた                                                            | 南千秋（茅原実里） | 「みなうた」 「大好きとバカやろう」 「レッツお野菜」 「ノンストップ☆ピース」 「経験値上昇中☆Re-Mix2011」 | テレビアニメ『みなみけ ただいま』関連曲                                      |
| 6月28日  | Welcome to Sparrow’s Hotel                                                    | 佐藤小百合（茅原実里）、塩川環（長嶋はるか） | 「Welcome to Sparrow’s Hotel」                                                                           | テレビアニメ『スパロウズホテル』主題歌                                       |
| 6月28日  | Welcome to Sparrow’s Hotel                                                    | 佐藤小百合（茅原実里）、塩川環（長嶋はるか） | 「Tomorrowcity」                                                                                         | テレビアニメ『スパロウズホテル』関連曲                                       |
| 11月27日 | 境界の彼方 キャラクターソング Vol.1 栗山未来×名瀬美月                         | 名瀬美月（茅原実里） | 「Because of "S"adness」                                                                                 | テレビアニメ『境界の彼方』関連曲                                             |
| 11月27日 | 境界の彼方 キャラクターソング Vol.1 栗山未来×名瀬美月                         | 栗山未来（種田梨沙）、名瀬美月（茅原実里） | 「Ordinary Girl's Talk!」                                                                                | テレビアニメ『境界の彼方』関連曲                                             |
| 12月18日 | オカルトメイデン キャラクターソング・アルバム                                 | 蘆屋大蛇（小清水亜美）、蘆屋雀（金元寿子）、蘆屋白猫（花澤香菜）、蘆屋鼈甲（茅原実里） | 「漆黒の彼方 feat. Starving Trancer」                                                                    | スマートフォンゲーム『オカルトメイデン』関連曲                               |
| 2014年   |                                                                               | | |                                                                              |
| 1月8日   | 境界の彼方 オリジナルサウンドトラック                                         | 妖夢討伐隊 | 「約束の絆」                                                                                             | テレビアニメ『境界の彼方』挿入歌                                             |
| 1月8日   | 境界の彼方 オリジナルサウンドトラック                                         | 新堂愛と陪審員ダンサーズ | 「Judgmentじゃ!」                                                                                        | Webアニメ『迷いながらも君を裁く民』挿入歌                                    |
| 3月26日  | ノブナガ・ザ・フール オリジナルサウンドトラック 1                             | イチヒメ（茅原実里） | 「アメツチの謳 (piano ver)」 「アメツチの謳（神楽舞 ver）」 「雫の声」                                   | テレビアニメ『ノブナガ・ザ・フール』関連曲                                   |
| 5月14日  | ノブナガ・ザ・フール キャラクターソング Vol.4 イチヒメ                        | イチヒメ（茅原実里） | 「NAME OF FLOWER」 「OATH FOR MY DEARS」                                                                 | テレビアニメ『ノブナガ・ザ・フール』関連曲                                   |
| 7月23日  | デート・ア・ライブII ミュージック・セレクション DATE A "IMPRESSIVE" MUSIC     | 誘宵美九（茅原実里） | 「マーメイド ラブストーリー」 「My Treasure」                                                            | テレビアニメ『デート・ア・ライブII』挿入歌                                   |
| 7月23日  | デート・ア・ライブII ミュージック・セレクション DATE A "EXTREME" MUSIC        | 誘宵美九（茅原実里） | 「monochrome」                                                                                           | テレビアニメ『デート・ア・ライブII』挿入歌                                   |
| 8月27日  | THE IDOLM@STER MASTER ARTIST 3 Prologue ONLY MY NOTE                          | 玲音（茅原実里） | 「アクセルレーション（M@STER VERSION）」                                                                 | ゲーム『アイドルマスター ワンフォーオール』関連曲                            |
| 9月3日   | Borderless Journey                                                            | 鹿島乃亜（茅原実里） | 「Borderless Journey」 「独りじゃない可能性」                                                            | テレビアニメ『RAIL WARS!』関連曲                                             |
| 2015年   |                                                                               | | |                                                                              |
| 2月25日  | ガールフレンド（仮） BD・DVD第2巻特典CD                                       | 夏目真尋（茅原実里） | 「未来Episode」                                                                                          | テレビアニメ『ガールフレンド（仮）』関連曲                                   |
| 4月29日  | フレ降レミライ                                                                | 北高文芸部女子会 | 「フレ降レミライ」                                                                                       | テレビアニメ『長門有希ちゃんの消失』オープニングテーマ                       |
| 5月27日  | 長門有希ちゃんの消失 CHARACTER SONG SERIES “In Love” case.1 NAGATO YUKI       | 長門有希（茅原実里） | 「窓辺の予感」 「探していた風景」 「フレ降レミライ（長門有希ver.）」                                     | テレビアニメ『長門有希ちゃんの消失』関連曲                                   |
| 7月25日  | -                                                                             | 龍門渕高校麻雀部 | 「ころもびより」                                                                                         | OVA『咲日和』エンディングテーマ                                              |
| 10月14日 | 劇場版デート・ア・ライブ 万由里ジャッジメント ORIGINAL SOUNDTRACK             | 誘宵美九（茅原実里） | 「GO☆サマーガール」                                                                                      | アニメ映画『劇場版デート・ア・ライブ 万由里ジャッジメント』挿入歌            |
| 2016年   |                                                                               | | |                                                                              |
| 2月17日  | THE IDOLM@STER MASTER ARTIST 3 FINALE Destiny                                 | 玲音（茅原実里） | 「アルティメットアイズ（M@STER VERSION）」                                                               | ゲーム『アイドルマスター ワンフォーオール』関連曲                            |
| 2017年   |                                                                               | | |                                                                              |
| 2月15日  | ガールフレンド（仮） キャラクターソングシリーズ Vol.02                        | 夢色ダイアリー | 「夢色ダイアリー」                                                                                       | 『ガールフレンド（仮）』関連曲                                               |
| 2018年   |                                                                               | | |                                                                              |
| 11月28日 | プリンセスコネクト！Re:Dive PRICONNE CHARACTER SONG 06                        | ジュン（川澄綾子）、クリスティーナ（たかはし智秋）、トモ（茅原実里）、マツリ（下田麻美） | 「Aloofness Code」                                                                                       | ゲーム『プリンセスコネクト！Re:Dive』挿入歌                                  |
| 2019年   |                                                                               | | |                                                                              |
| 5月22日  | デート・ア・ライブIII ミュージック・セレクション DATE A "Unforgettable" MUSIC | 誘宵美九（茅原実里） | 「渚のパフューム」                                                                                       | テレビアニメ『デート・ア・ライブIII』挿入歌                                  |
| 2020年   |                                                                               | | |                                                                              |
| 5月19日  | MERMAID LIVE ハイドラ-30楽曲全集                                              | イハナ（茅原実里） | 「Lore of reliance」                                                                                     | パチスロ『ハイドラ-30』関連曲                                                |
| 5月19日  | MERMAID LIVE ハイドラ-30楽曲全集                                              | イハナ（茅原実里）、カナサ（安野希世乃）、イジ（徳井青空）、アビヤ（若井友希）、グテ（Daisy×Daisy）、ノーガ（遠藤瑠香）、ザン（栗生みな）、カーギ（持田千妃来） | 「約束の詩」                                                                                             | パチスロ『ハイドラ-30』関連曲                                                |
| 12月2日  | THE IDOLM@STER MILLION LIVE! ZWEIGLANZ アライアンス・スターダスト             | ZWEIGLANZ | 「アライアンス・スターダスト」 「Shine My Way」                                                          | ゲーム『アイドルマスター ミリオンライブ！ シアターデイズ』関連曲             |
| 12月23日 | プリンセスコネクト！Re:Dive PRICONNE CHARACTER SONG 19                        | モニカ（辻あゆみ）、トモ（茅原実里） | 「輝け！ラブリー★ドリーミー」                                                                            | ゲーム『プリンセスコネクト！Re:Dive』挿入歌                                  |
| 12月23日 | プリンセスコネクト！Re:Dive PRICONNE CHARACTER SONG 19                        | トモ（茅原実里） | 「輝け！ラブリー★ドリーミー」                                                                            | ゲーム『プリンセスコネクト！Re:Dive』挿入歌                                  |
| 2022年   |                                                                               | | |                                                                              |
| 1月19日  | THE IDOLM@STER STARLIT SEASON 02                                              | DIAMANT | 「1st Call」                                                                                             | ゲーム『アイドルマスター スターリットシーズン』関連曲                        |
| 4月13日  | THE IDOLM@STER STARLIT SEASON 04                                              | 星井美希（長谷川明子）、四条貴音（原由実）、我那覇響（沼倉愛美）、DIAMANT | 「オーバーマスター（M@STER VERSION）」                                                                   | ゲーム『アイドルマスター スターリットシーズン』関連曲                        |
| 4月13日  | THE IDOLM@STER STARLIT SEASON 04                                              | 如月千早（今井麻美）、秋月律子（若林直美）、三浦あずさ（たかはし智秋）、四条貴音（原由実）、神崎蘭子（内田真礼）、高垣楓（早見沙織）、最上静香（田所あずさ）、白石紬（南早紀）、白瀬咲耶（八巻アンナ）、杜野凛世（丸岡和佳奈）、奥空心白（田中あいみ）、玲音（茅原実里） | 「ダンス・ダンス・ダンス」                                                                               | ゲーム『アイドルマスター スターリットシーズン』関連曲                        |
| 4月13日  | THE IDOLM@STER STARLIT SEASON 04                                              | Project LUMINOUS、DIAMANT | 「GR＠TITUDE」                                                                                           | ゲーム『アイドルマスター スターリットシーズン』関連曲                        |
| 4月13日  | THE IDOLM@STER STARLIT SEASON 04                                              | DIAMANT | 「GR＠TITUDE」                                                                                           | ゲーム『アイドルマスター スターリットシーズン』関連曲                        |
| 11月30日 | プリンセスコネクト！Re:Dive PRICONNE CHARACTER SONG 30                        | トモ（茅原実里）、ナナカ（佳村はるか）、リン（小岩井ことり） | 「O-TA-O-TA WORLD」                                                                                      | ゲーム『プリンセスコネクト！Re:Dive』挿入歌                                  |
| 11月30日 | プリンセスコネクト！Re:Dive PRICONNE CHARACTER SONG 30                        | トモ（茅原実里） | 「O-TA-O-TA WORLD」                                                                                      | ゲーム『プリンセスコネクト！Re:Dive』関連曲                                  |
| 12月21日 | ポプテピピック ALL TIME BEST 3                                                | ポプ子（平野綾）、ピピ美（茅原実里） | 「アイデンティティ」                                                                                     | テレビアニメ『ポプテピピック TVアニメーション作品第二シリーズ』挿入歌        |
| 2024年   |                                                                               | | |                                                                              |
| 11月20日 | TVアニメ『響け！ユーフォニアム３』キャラクターソングシングル Vol.3            | 田中あすか（寿美菜子）、小笠原晴香（早見沙織）、中世古香織（茅原実里） | 「あれから」                                                                                             | テレビアニメ『響け!ユーフォニアム3』関連曲                                   |
| 2025年   |                                                                               | | |                                                                              |
| 7月29日  | 無敵的ハピネス!                                                               | 涼宮ハルヒ（平野綾）、長門有希（茅原実里）、朝比奈みくる（後藤邑子）、キョン（杉田智和）、古泉一樹（小野大輔） | 「無敵的ハピネス!(SOS団5人Ver.)」                                                                        | 小説『涼宮ハルヒ』シリーズ関連曲                                             |
| 7月29日  | 無敵的ハピネス!                                                               | 涼宮ハルヒ（平野綾）、長門有希（茅原実里）、朝比奈みくる（後藤邑子） | 「無敵的ハピネス!」                                                                                      | 小説『涼宮ハルヒ』シリーズ関連曲                                             |
| 10月22日 | メメントモリ Lament Collection Vol.3 〜Witches of Qlipha〜                    | A.A.（茅原実里） | 「VII. THE RUST」                                                                                        | ゲーム『メメントモリ』キャラクター専用曲                                     |

### その他のキャラクターソング
テレビアニメ『世紀末オカルト学院』
LOVEマシーン
歌：神代マヤ（日笠陽子）、中川美風（茅原実里）、黒木亜美（高垣彩陽）、成瀬こずえ（花澤香菜）、川嶋千尋（小林ゆう）
※Blu-ray・DVD「世紀末オカルト学院」1巻・2巻・3巻連動購入特典CD収録
テレビアニメ『境界線上のホライゾン』
通し道歌
歌：P-01s（茅原実里）
※Blu-ray「境界線上のホライゾン」1巻特典CD収録
『みなみけ』
レッツお野菜
歌：チアキ（茅原実里）、保坂（小野大輔）
※2011年11月4日発売の『みなみけ』第9巻 限定版同梱の特典CDに収録
ノンストップ☆ピース
歌：南春香（佐藤利奈）、南夏奈（井上麻里奈）、南千秋（茅原実里）
※2011年11月4日発売の『みなみけ』第9巻 限定版同梱の特典CDに収録
テレビアニメ『ノブナガ・ザ・フール』
ALWAYS
歌：イチヒメ（茅原実里）
※Blu-ray「ノブナガ・ザ・フール」1巻特典CD収録

### その他
- 五十嵐友&茅原実里『エンドレス・ドリーム～夢は翼になる』（2000年 WILLPLUS・FMなぎさステーション）
- 小野大輔「叱咤純愛 1, chu, 3!!」（ゲストボーカル参加）

## 作詞を行った作品
2000年
- エンドレス・ドリーム～夢は翼になる

2010年
- 一等星
- sing for you
- Freedom Dreamer

2011年
- 巡り逢い 〜かけがえのないもの〜

2012年
- アイノウタ
- IDENTITY
- 暁月夜
- 生まれる明日のメロディ
- X-DAY
- 枯れない花
- Secret Season 〜桜色の恋人〜
- 灼熱PARADISE
- ひとひらの願い
- Forever Memories
- みのりん☆サーフィン
- 夢のmirage

2013年
- 逢いに行きたい
- TREASURE WORLD
- Neverending Dream
- 1st STORY
- Lonely Doll

2014年
- Joyful Flower

2015年
- ピエロ
- SUMMER DREAM
- 恋

2016年
- 春風千里
- Love Blossom
- カタチナイモノ
- ふたり

2017年
- YELL 〜あなたのそばで〜

2018年
- みちしるべ
- 憧れは流星のように
- ENERGY MAKER
- 夢幻SPIRAL
- Little Wing
- 奇跡
- 言の葉
- アイアイ愛してるよ♡

2019年
- エイミー

2021年
- Sing

2025年
- Message（ZAQとの共作）
- この星は

## 作曲を行った作品
2010年
- 一等星

2012年
- 枯れない花

2013年
- Lonely Doll

2015年
- SUMMER DREAM

2017年
- YELL 〜あなたのそばで〜

## 未音源化作品
路上ライブ楽曲
- 卒業
- 明日いい日にな～れ♪
- 恋2005
- きっといつか
- 雲
- 僕らの思いは遥か宇宙
- La La La☆（「Minori Chihara Birthday Live 2012」で映像化）

その他
- ミルク色の恋（PS2用ゲーム『アイドル雀士R 雀ぐる★プロジェクト』エンディングテーマ、作詞も担当）[注 5]
- SUMMER DREAM（2015-17年河口湖ステラシアターライブ「SUMMER DREAM」テーマ曲）

## 書籍
|   | タイトル                                                       | 発売日         | 出版社                                        | 備考               |
| - | -------------------------------------------------------------- | -------------- | --------------------------------------------- | ------------------ |
| 1 | minorhythm                                                     | 2006年3月30日  | 幻冬舎コミックス                              | ブログブック       |
| 2 | Minori Chihara Live Tour 2009 〜Parade〜 Live Photobook        | 2009年6月24日  | エイベックス・プランニング&デベロップメント   | ライブ写真集       |
| 3 | ファースト写真集「Crescendo」                                  | 2009年10月23日 | 角川書店                                      | 写真集             |
| 4 | Minori Chihara Live Tour 2010 〜Sing All Love〜 Live Photobook | 2010年10月27日 | エイベックス・プランニング & デベロップメント | ライブ写真集       |
| 5 | Memories                                                       | 2011年9月6日   | 音楽専科社                                    | 写真集             |
| 6 | MINORI CHIHARA 10th ANNIVERSARY ARTIST BOOK「LOVE LETTER」     | 2014年11月18日 | KADOKAWA 角川書店                             | アーティストブック |
| 7 | Minorin Collection                                             | 2016年7月29日  | 主婦の友インフォス情報社                      | 写真集             |
| 8 | 茅原実里写真集 minoreal                                        | 2020年3月18日  | 主婦の友インフォス                            | 写真集             |
| 9 | 茅原実里デビュー20周年記念写真集 Holiday                       | 2024年7月25日  | 双葉社                                        | 写真集             |

### Crescendo
自身初の写真集。2009年10月23日に角川書店から発売された。
初の写真集であるので製作は気合いが入ったという。収録内容はデビューから発売当時までの約5年間の写真が収められており、撮り下ろしの写真、雑誌などに掲載された写真、茅原の想い出グッズ、インタビューが収録されている。新規で撮られた写真には青いドレス衣装を着用し、茅原は「鮮やかな青の衣装が着たい」と思っていたので嬉し恥ずかしかったと語っている。
本作の発売を記念したサイン会が2009年10月24日にアニメイト秋葉原店、AKIHABARAゲーマーズ本店で、10月25日にアニメイト日本橋店、アニメイト名古屋店で開催された。なお、サイン会はファンへの感謝の気持ちを直接言いたいという茅原の強い希望により実現したという。
| Starring 茅原実里      | Starring 茅原実里                                |
| ---------------------- | ------------------------------------------------ |
| Photographer           | 関山一也                                         |
| Photographer Assistant | 大森文暁                                         |
| Photographer Assistant | 鈴木梯絵                                         |
| Hair & Make-up         | CHICA                                            |
| Styling                | 北川幸江（Q's）                                  |
| Interview & Text       | 仲上佳克                                         |
| Artist Management      | 瀬野大介（avex Planning & Development Inc.）     |
| Artist Management      | 佐々木真理英（avex Planning & Development Inc.） |
| Art Direction & Design | 今井敦子（C&S Design）                           |
| Editor                 | 榎本郁子                                         |
| Editor                 | 田島寛子                                         |
| Editor                 | 梶井斉                                           |
| Editor                 | 吉本隆彦                                         |
| Editor                 | 北澤史織                                         |
| Excutive Producer      | 青木義人（avex Planning & Development Inc.）     |
| Produced By            | avex Planning & Development Inc.                 |
| Produced By            | VOICE Newype 編集部                              |

### Memories
自身2作目の写真集。2011年9月6日に音楽専科社から発売された。
1枚目のシングル「純白サンクチュアリィ」から2011年までの『Hm3 SPECIAL』、『Pick-up Voice』の記事と撮り下ろし写真、ヒストリーインタビューが収録されている。また、音楽専科社、アニメイト、ゲーマーズ、とらのあなでの購入者を対象にしたサイン会が2011年9月10日、11月25日に開催された。
本作は茅原が希望した衣装を使用したという。また、撮影は神聖な雰囲気の結婚式場や念願であったゴールデン・レトリバーとのコラボレーションを果たした。

### LOVE LETTER
声優デビュー10周年を記念したアーティストブック。2014年11月18日にKADOKAWA 角川書店から発売。初挑戦の水着グラビアやゆかりの地を巡る探訪企画、ロングインタビュー等を収録
収録記事
- Laugh life：グラビアページ
- Ocean of pleasure：グラビアページ
- Visited memories：みのりんと辿るお引越しの軌跡：引っ越し好きな茅原がこれまでに住んだ10の街を巡る。
- Each other's smiles -4つのスペシャル対談：國府田マリ子、鶴岡陽太、親友ミカ、瀬野大介と茅原の対談。
- Long long way -今、伝えたい言葉：茅原のより自分の言葉で想いを伝えたい希望を汲んだ文書回答によるロングインタビュー。
- Especially one -再録フォトコレクション：雑誌「ボイスニュータイプ」「ニュータイプ」に掲載された茅原の写真を掲載。
- Treasure box -宝物アーカイブ：茅原がプライベートで大事にしている私物10点を紹介する「10の宝物」とCD・Blu-ray&DVDの発売リスト、単独ライブの開催リスト、アニメ出演作リストを掲載。
- Tribute letter -みのりんへの10のラブレター：茅原実里と関係の深い斎藤滋・久川綾・高垣彩陽・井上麻里奈・平野綾・後藤邑子・水原薫・杉田智和・小野大輔・畑亜貴から茅原へのメッセージを掲載。
- Everything in love：グラビアページ
- Read me later：別添の茅原から読者へのメッセージカード。

クレジット
| Starring 茅原実里   | Starring 茅原実里 |
| ------------------- | --- |
| Photographer        | 草刈雅之、能美潤一郎（p070-p075） |
| Designer            | 川名潤（prigraphics） |
| Stylist             | 石関めぐみ |
| Hair&Make-Up        | 清水恵美子（maroonbrand）、山下由花（p070-075茅原実里）、 南田英昭（addmix B.G）（p070-p075國府田マリ子） |
| Interview&Text      | 仲上佳克、志田英邦（p076-079） |
| Text                | 日詰明嘉 |
| Artist Management   | 瀬野大介（Linkarts）、吉田有沙（Linkarts） |
| Editor              | 永原祥子、大野咲紀 |
| Supervisor          | 榎本郁子、水野寛 |
| Special Thanks      | ランティス、楽音舎、青二プロダクション、ミュージックレイン、 シグマ・セブン、Grick、アクセルワン、アクロス エンタテインメント、 アトミックモンキー、マウスプロモーション、ジェオ、ミカさん、 葉山ホテル音羽ノ森、ロペスロケーション、Hurry |
| Special Supporter   | M-Smile members |
| Very Special Thanks | ALL FANS |

### Minorin Collection
声優グランプリで2010年から2016年にかけて連載された茅原の写真企画3作の写真を中心に、撮りおろしグラビアやロングインタビューとともに書籍化した写真集。
収録内容
- Chapter1 「茅原実里 DATE STYLE♥」特別編 河口湖スペシャル撮り下ろしグラビア
- Chapter2 「茅原実里 DATE STYLE♥」：2015年1月号 - 2016年8月号の写真を収録。
- Chapter3 「茅原実里と行く!おいしい世界の旅♥」：2010年10月号 - 2011年10月号の写真を収録。
- Chapter4 「女子力向上計画!茅原実里のサークルパラダイス☆」：2011年12月号 - 2014年12月号の写真を収録。
- Speical 1万字インタビュー
- Message from Minorin

クレジット
| Staff          | Staff                                                                                 |
| -------------- | ------------------------------------------------------------------------------------- |
| 撮影           | 加藤アラタ、説田健二、待鳥暁子、石田潤、上田真梨子、草刈雅之                          |
| ヘアメイク     | 中田五月、小菅美穂子（Sweets）、畠山利江、fringe、山下由花、清水恵美子（maroonbrand） |
| スタイリング   | 谷口美夏、鬼束香奈子、石関めぐみ、茅原実里                                            |
| 取材・文       | 仲上佳克                                                                              |
| 撮影協力       | オルソンさんのいちご、レイクヴィラ河口湖                                              |
| 装丁・デザイン | 小田有希                                                                              |
| 校正           | 東京出版サービスセンター                                                              |
| マネージメント | 瀬野大介（リンクアーツ）                                                              |
| 編集           | 結城怜子                                                                              |